# Brevroman
En brevroman er en roman som har form af en række breve. Brevromanen var en meget populær genre i 1700-tallet og et stykke op i 1800-tallet. Den giver mulighed for at opleve hovedpersonen i fortællingen på nærmeste hold, hvad enten den har er en fiktiv handling eller en beretning fra det virkelige liv.
Det var en ny fortællemåde, hvor det, der skildres, normalt er noget, brevskriveren lige har oplevet. Derved formidles øjeblikkets stemning. Historien kommer ikke som et fjernt tilbageblik, men som den opleves her og nu. Handlingen forflytter sig ind i læseren, hvorved romanen bliver psykologisk og gør kvinder synlige som heltinder og skribenter. Sådan skaffede romanerne sig i første række en kvindelig læserkreds. 
Genren voksede frem ved, at breve i 1600- og 1700-tallet ofte blev skrevet med tanke på at sættes i omløb (ofte ved afskrifter, der cirkulere i en udvalgt kreds). En anden faktor, jfr Göran Hägg, er at ældre litteratur mangler tradition for at gengive enkeltpersoners tanker. Breve (samt dagbogsnotater og fiktive avisudklip) "forklarede" dermed, hvordan forfatter og læser fik kendskab til personernes tanker. 
Den første roman til at udforske genren, var Aphra Behns trilogi Love-Letters Between a Noble-Man and his Sister fra 1684–87 med handling fra Monmouths oprør. Her udnyttes formen til at præsentere fortællingen fra flere synsvinkler. Fortællerstemmen træder i baggrunden i første del; senere dukker en synlig fortæller op. 
Samuel Richardsons Pamela, udgivet i 1740, var først tænkt som en eksempelsamling for uøvede brevskrivere. Som udgangspunkt valgte Richardson en ung tjenestepige, der udsættes for uønsket opmærksomhed fra herren i huset, og skriver til sine forældre for at få råd. Forfatteren blev efterhånden så grebet, at han ændrede projektet til en roman. For at gøre den troværdig, lod han Pamela gå over til dagbogsnotater i stedet for breve. Pamela fik stor indflydelse på senere litteratur, hvad angår både form og tema. Rousseau fulgte i Richardsons fotspor med Julie, eller den nye Héloïse (1760). 
Eksempler på brevromaner
- Samuel Richardson: Pamela (1740) og Clarissa
- Johann Wolfgang von Goethe: Den unge Werthers lidelser
- Pierre Choderlos de Laclos: Farlige forbindelser
- Thomasine Gyllembourg: Familien Polonius
- Mary Shelley: Frankenstein
- Dorothy L. Sayers: The Documents in the Case (1930)
- Fjodor Dostojevskij: Arme mennesker (1846)